# Écaussinnes-d'Enghien
Écaussinnes-d'Enghien är en ort i Belgien.   Den ligger i provinsen Hainaut och regionen Vallonien, i den centrala delen av landet, 30 km söder om huvudstaden Bryssel. Écaussinnes-d'Enghien ligger 104 meter över havet och antalet invånare är 9 802.
Terrängen runt Écaussinnes-d'Enghien är platt. Runt Écaussinnes-d'Enghien är det ganska tätbefolkat, med 166 invånare per kvadratkilometer.. Närmaste större samhälle är La Louvière, 9,2 km söder om Écaussinnes-d'Enghien. 
Trakten runt Écaussinnes-d'Enghien består till största delen av jordbruksmark.